# 멜히제-프루트
멜히제-프루트(Melchsee-Frutt)는 스위스 옵발덴주의 산악 휴양 마을이다. 이곳은 멜히제, 옵발덴주 케른즈 근처에 위치하고 있다.

## 개요
마을은 해발 1,920m에 위치해 있으며, 리조트의 심장부이다. 이 리조트의 주요 관광 명소는 알파인 스키, 스노보드, 크로스 컨트리 스키, 스노슈잉, 썰매 타기, 하이킹, 자전거 타기, 암벽 등반, 패러글라이딩, 낚시이다. 마을은 여름 동안 자동차로 접근할 수 있지만, 시간제한이 있다. 곤돌라 리프트를 이용하여 갈 수도 있다.

### 스키 리조트
12월 초부터 4월 초까지 스키장은 일반인에게 개방된다. 4개의 체어리프트, 4개의 T-바 리프트와 2개의 곤돌라 리프트가 13만 평방미터의 리프트 접근 가능한 지형을 운행한다. 베이스 스테이션인 슈퇵알프(Stöckalp)는 해발 1080m에 위치해 있다. 에르체그(Erzegg), 발머레그(Balmeregg)와 보니슈톡(Bonistock)의 세 봉우리는 각각 2150, 2255 및 2160m에 있다.

## 역사
관광은 오토 라인하르트가 슈퇵알프와 멜히제-프루트를 연결하는 최초의 곤돌라 설치를 조직한 1936년에 시작되었다. 4명의 승객을 수용할 수 있는 2개의 캐빈이 있었다. 1945년까지 곤돌라는 각각 8명의 승객을 수용할 수 있는 2개의 객실로 업그레이드되었다. 다음 10년 동안 관광업이 증가했으며 1956년 Habegger AG는 2개의 33인승 캐빈과 시간당 최대 156명의 승객을 수용할 수 있는 새로운 곤돌라를 건설하도록 위임받았다.
1976년에 곤돌라가 다시 교체되었고, 특히 겨울 스키 시즌 동안 계속 증가하는 수요를 충족시키기 위해 시간당 승객 수가 750명으로 증가했다. 이 리프트는 2012년 가을에 퇴역했으며, 현재의 곤돌라는 2012년 12월 15일에 서비스를 시작했다. 이 곤돌라는 시간당 1,325명의 승객으로 용량을 거의 두 배로 늘렸고 이동 시간도 20분에서 10분으로 단축했다.
지난 60년 동안 곤돌라가 업그레이드된 것처럼 다른 스키 리프트도 업그레이드되었다. 슈퇵알프와 보니슈톡 및 에르체그 리프트 사이의 상승을 위해 현대식 고속 분리형 체어리프트가 설치되었다. 발머레그 정상과 페겔부엘(Vögelbuel) 초보자 구역에만 여전히 T-바가 제공된다.